# Ballack (cầu thủ bóng đá, sinh 1987)
Constantino Lopes Vaz (sinh ngày 9 tháng 6 năm 1987), hay đơn giản Ballack, là một cầu thủ bóng đá người Cabo Verde thi đấu ở vị trí tiền đạo thi đấu cho C.D. Cova da Piedade.